# Монумент Вашингтону
Монумент Вашингтону (англ. Washington Monument) — облицованный мэрилендским мрамором гранитный обелиск высотой 169 метров и массой 91 тыс. тонн. Самый большой обелиск в мире и самое высокое сооружение в Вашингтоне. В самом городе нет ни одного небоскрёба и по традиции ни одно из зданий не может превышать по высоте Монумент Вашингтону, хотя нет никакого конкретного закона о данном ограничении.
Был воздвигнут в 1848—1884 годах в Вашингтоне между Белым домом и Капитолием по проекту Роберта Миллса как памятник первому президенту США Джорджу Вашингтону. До постройки Эйфелевой башни был самым высоким сооружением на Земле. На вершину монумента можно подняться по лестнице из 896 ступеней либо при помощи лифта. С восточной стороны на вершине монумента высечены два латинских слова «Laus Deo», что в переводе означает «Хвала Богу».

## История

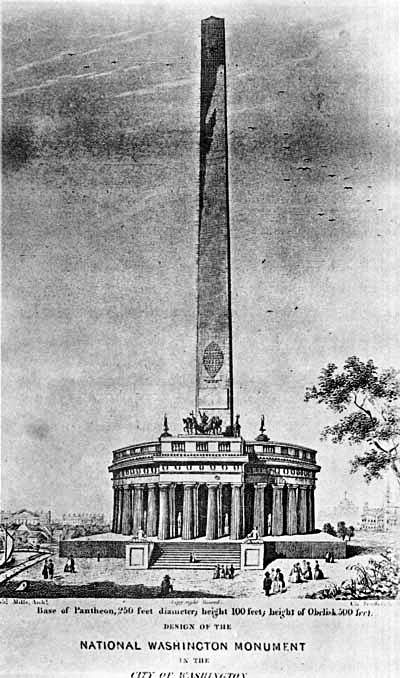
Эскиз проекта Роберта Миллса. 1836 год

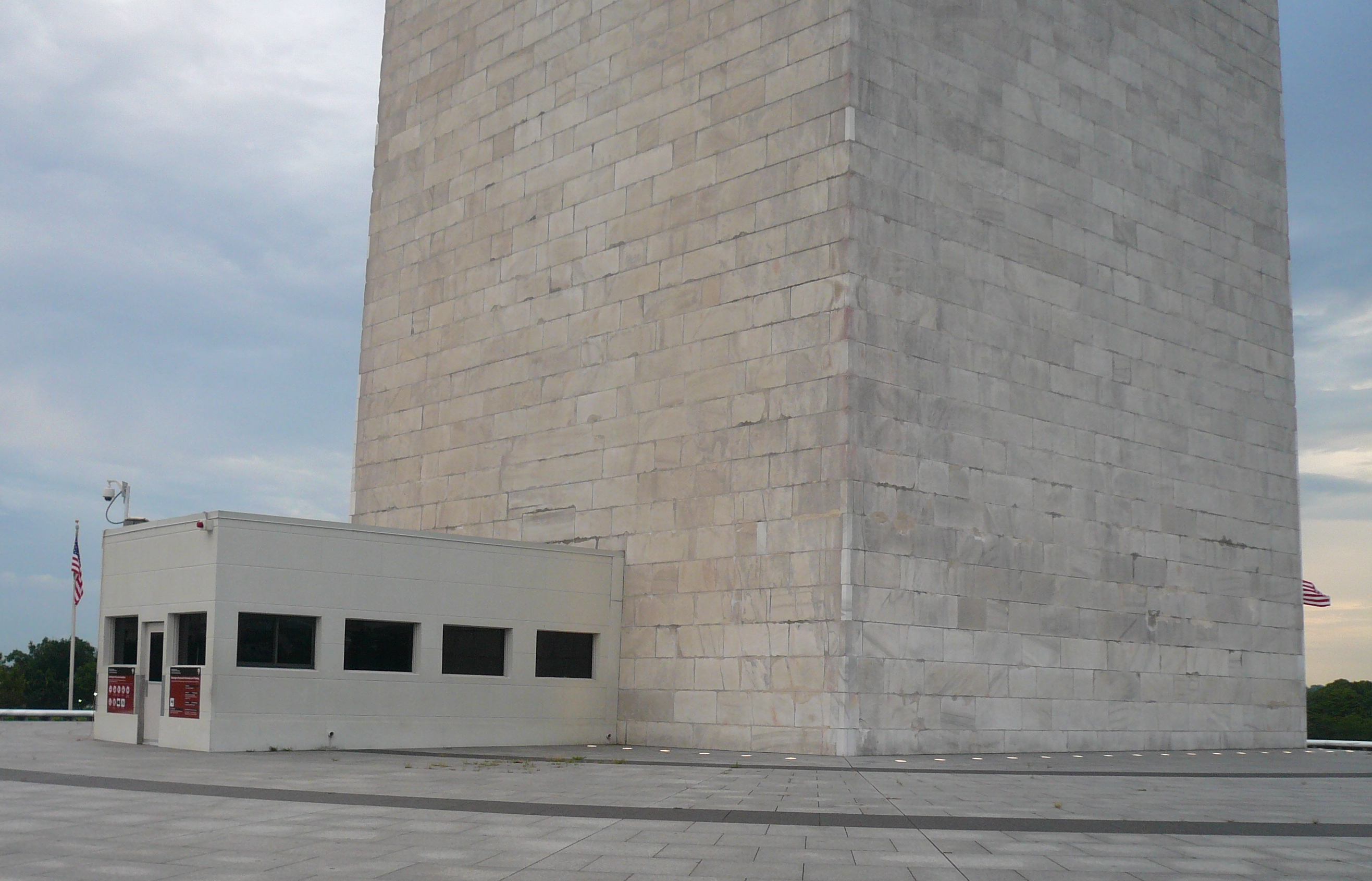
Центральный вход в Монумент Вашингтону

Процесс создания монумента начался в 1832 году — в этом году первый президент Вашингтон отмечал бы свой 100-летний юбилей. В связи с этим юбилеем горожане организовали Общество по созданию монумента Вашингтону и стали собирать пожертвования. К середине 1830-х годов они набрали 28 тыс. долларов (709 тыс. долларов в пересчёте на курс 2010 года) и объявили о начале конкурса на лучший проект мемориала.
23 сентября 1835 года руководители общества изложили свои требования к проекту. Сам же конкурс был проведен в 1836 году. Победителем оказался архитектор Роберт Миллс. В качестве монумента он предложил воздвигнуть обелиск, увенчанный статуей Вашингтона. Это была колонна высотой 169,3 метра, которая сужалась к вершине. Покрытие верхушки монумента выполнено из алюминия. Снизу он окружил обелиск круговой колоннадой, которую должна была украшать статуя Вашингтона, стоящего в колеснице. Внутри же колоннады должны были помещаться статуи 30 героев Американской революции.
Однако из-за критики в адрес проекта и его стоимости — 1 млн долларов (21 миллион долларов в пересчёте на курс 2009 года) — общество не решилось сразу принять проект. В 1848 году было принято решение строить обелиск, а вопрос о строительстве колоннады решить позже. К этому моменту они собрали лишь 87 000 долларов, но решили, что начало строительства монумента увеличит объём пожертвований и денег хватит на завершение строительства.
Современный памятник представляет собой полую колонну, имеющую в своей верхней части четырёхгранную пирамиду, внутри которой размещена обзорная площадка с восемью окнами на все четыре стороны.

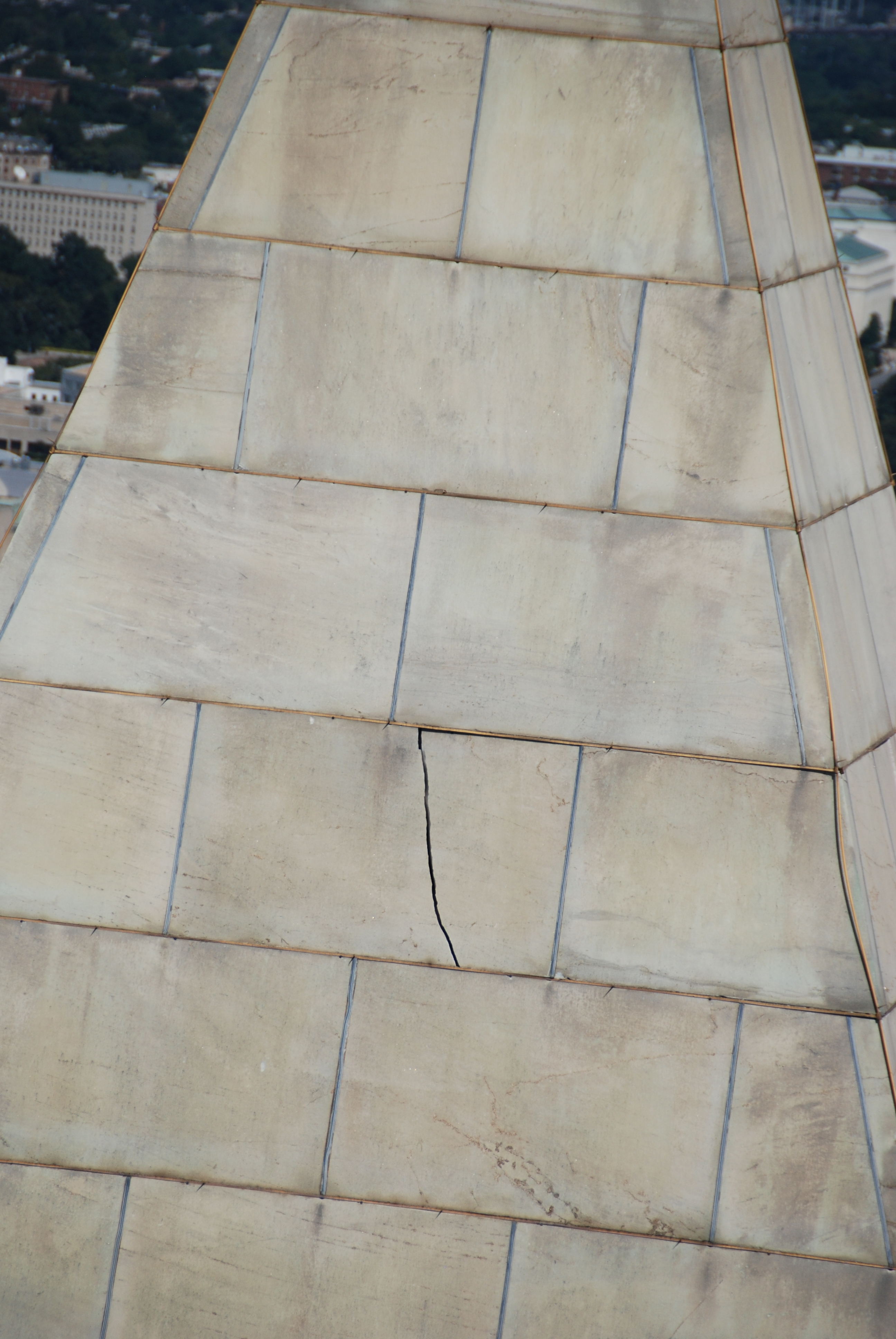
Трещина на вершине монумента, появившаяся после землетрясения в Виргинии

В начале строительства плиту для облицовки монумента среди многих других меценатов пожертвовал также и 255-й Папа Римский Пий IX. Однако его плиту выкрала и уничтожила антикатолическая и антиирландская лига, которая вошла в историю под названием «Незнайки». Позднее «Незнайки» на некоторое время получили контроль над Обществом по строительству монумента, купив контрольный пакет акций общества. Контроль радикальной лиги «Незнаек» над Обществом по строительству монумента привёл на некоторое время к отказу американского государства от участия в проекте по сооружению Монумента Вашингтону.
Основание монумента содержит «китайский камень» с описанием Вашингтона в трактате Сюй Цзию (1795—1873), полученный на строительство от китайских христиан.
В 1938 году на монумент поднялся инвалид Джонни Эк, став первым человеком в мире, который покорил это сооружение без помощи ног.
23 августа 2011 года после землетрясения на востоке США инженеры Службы национальных парков США обнаружили в монументе трещину.